# Blumea arnakidophora
Blumea arnakidophora là một loài thực vật có hoa trong họ Cúc. Loài này được Mattf. mô tả khoa học đầu tiên năm 1938.